# Renat Davletjarov
Renat Davletjarov (russisk: Рена́т Фавари́сович Давлетья́ров) (født 17. august 1961 i Astrakhan i Sovjetunionen) er en russisk filminstruktør, skuespiller og manuskriptforfatter.

## Filmografi
- Stalnaja babotjka (Стальная бабочка, 2012)[1][2]
- A zori zdes tikhije... (А зори здесь тихие…, 2015)
- Ljottjik (Лётчик, 2021)